# Liste des églises fortifiées du comté d'Artois
Cet article liste les 20 églises fortifiées, dont 10 sont classées ou inscrites au titre des monuments historiques, du comté d'Artois qui correspond à la plus grande partie de l'actuel département du Pas-de-Calais.
Le département du Pas-de-Calais, représenté par le comté d’Artois du Xe au XVIIIe siècle, est partagé par la France, l’Angleterre (Calais) et l’Espagne. Entre le XIVe et le XVIe siècle, la position du comté d’Artois en fait le terrain privilégié des luttes féodales entre ces puissances. C'est aux XVIe et XVIIe siècles, qu'on intègre aux églises, des éléments militaires défensifs où la population vient se protéger.

## Liste alphabétique des églises fortifiées du comté d'Artois
| Commune               | Département   | Nom                                            | Monument historique | Coordonnées                      | Image |
| --------------------- | ------------- | ---------------------------------------------- | ------------------- | -------------------------------- | ----- |
| Agnez-lès-Duisans     | Pas-de-Calais | Église Saint-Martin d'Agnez-lès-Duisans        | Classée MH          | 50° 18′ 26″ nord, 2° 39′ 32″ est |       |
| Avesnes-le-Comte      | Pas-de-Calais | Église Saint-Nicolas d'Avesnes-le-Comte        | Classée MH          | 50° 16′ 36″ nord, 2° 31′ 35″ est |       |
| Berles-Monchel        | Pas-de-Calais | Église Saint-Léger de Berles-Monchel           |                     | 50° 20′ 38″ nord, 2° 32′ 17″ est |       |
| Béthonsart            | Pas-de-Calais | Église Sainte-Élisabeth de Béthonsart          | Classée MH          | 50° 22′ 27″ nord, 2° 33′ 05″ est |       |
| Bouvigny-Boyeffles    | Pas-de-Calais | Église Saint-Martin de Bouvigny-Boyeffles      |                     | 50° 25′ 18″ nord, 2° 40′ 10″ est |       |
| Camblain-l'Abbé       | Pas-de-Calais | Église Saint-Pierre de Camblain-l'Abbé         | Inscrite MH         | 50° 22′ 16″ nord, 2° 38′ 03″ est |       |
| Capelle-Fermont       | Pas-de-Calais | Église Notre-Dame de Capelle-Fermont           |                     | 50° 21′ 06″ nord, 2° 37′ 02″ est |       |
| Écoivres              | Pas-de-Calais | Église Saint-Martin d'Écoivres                 |                     | 50° 19′ 25″ nord, 2° 17′ 14″ est |       |
| Estrée-Cauchy         | Pas-de-Calais | Église Saint-Pierre d'Estrée-Cauchy            |                     | 50° 23′ 53″ nord, 2° 36′ 32″ est |       |
| Fresnicourt-le-Dolmen | Pas-de-Calais | Église Notre-Dame de Fresnicourt-le-Dolmen     |                     | 50° 25′ 07″ nord, 2° 36′ 01″ est |       |
| Frévin-Capelle        | Pas-de-Calais | Église Notre-Dame de Frévin-Capelle            |                     | 50° 21′ 04″ nord, 2° 38′ 11″ est |       |
| Habarcq               | Pas-de-Calais | Église Saint-Martin d'Habarcq                  | Inscrite MH         | 50° 18′ 21″ nord, 2° 36′ 40″ est |       |
| Hermaville            | Pas-de-Calais | Église Saint-Georges d'Hermaville              | Inscrite MH         | 50° 19′ 25″ nord, 2° 35′ 16″ est |       |
| Ligny-Saint-Flochel   | Pas-de-Calais | Église Saint-Flochel de Ligny-Saint-Flochel    | Classée MH          | 50° 21′ 30″ nord, 2° 25′ 35″ est |       |
| Magnicourt-en-Comte   | Pas-de-Calais | Église Saint-Léger de Magnicourt-en-Comte      |                     | 50° 24′ 01″ nord, 2° 29′ 31″ est |       |
| Mingoval              | Pas-de-Calais | Église Notre-Dame de la Visitation de Mingoval | Classée MH          | 50° 22′ 23″ nord, 2° 34′ 29″ est |       |
| Savy-Berlette         | Pas-de-Calais | Église Saint-Martin de Savy-Berlette           | Inscrite MH         | 50° 21′ 15″ nord, 2° 34′ 11″ est |       |
| Servins               | Pas-de-Calais | Église Saint-Martin de Servins                 | Classée MH          | 50° 24′ 36″ nord, 2° 38′ 35″ est |       |
| Tincques              | Pas-de-Calais | Église Saint-Hilaire de Tincques               |                     | 50° 21′ 30″ nord, 2° 29′ 36″ est |       |
| Villers-au-Bois       | Pas-de-Calais | Église Saint-Vaast de Villers-au-Bois          |                     | 50° 22′ 21″ nord, 2° 40′ 07″ est |       |